# Phạm Văn Sau
Phạm Văn Sau (* 6. Juli 1939) ist ein ehemaliger südvietnamesischer Radrennfahrer.

## Sportliche Laufbahn
Phạm Văn Sau war im Straßenradsport aktiv. Er war Teilnehmer der Olympischen Sommerspiele 1964 in Tokio. Im Straßenrennen kam er auf den 76. Platz.